# フィーバークィーンJX
フィーバークィーンJXは、1997年5月にSANKYOが発売した、フィーバークィーンⅡの後継機として発売されたパチンコ機のシリーズ名。
CRフィーバークィーンJXとフィーバークィーンJXの2機種がある。

## 概要
ドラム型のデジパチ。フィーバークィーンⅡの大当たり図柄やリーチサウンドはそのまま踏襲されている。新たなリーチアクションを追加して登場したのが本機である。大当たり図柄は全部で8種類あり、JOKER図柄にはフィーバーパワフルの夢夢ちゃんが描かれている。
CR機の場合、赤7•青7•FEVER•JOKERの4種類の図柄が確変図柄となっており、いずれかが揃えば次回大当たりまで継続する確変に突入する。現金機は、赤7•青7•FEVER図柄のいずれかが揃うと次回大当たりまで継続する小当たりの確変に突入する。
配列とトランプ絵柄は全く同じなのだが、赤7の形が多少変化してジョーカー絵柄が夢夢ちゃんになった。—『パチンコ攻略マガジン 1997 6.22号』p 5

本機が発売された当時の新基準では、大当たりが連チャンし獲得出来るラウンド総数が80ラウンドまでとなっていたので、CR機の場合は1度の大当たりで16ラウンド獲得するので確変が継続した場合でも最大で5回までの継続となるリミッターが搭載されていた。
他にも始動チャッカー入賞時の戻し個数が6個以上に変更された点と、大当たり確率は1/360以下である点が旧基準からの変更点で、CRフィーバークィーンJXは当時の新基準CR機のフルスペック仕様として登場した機種であった。
同時期に発売された機種として、同社から1996年に発売されたサーキットウルフなどがある。

盤面右下部分にサブデジタルが配置されており、通常大当たり図柄が揃った時は「111」が表示され、確変大当たり図柄が揃った時は「FFF」が表示される仕組みになっている。
ドラム上に揃う図柄は演出用のもので、本当の大当たり出目はこのサブデジタルになる。ドラムが全て停止する前にサブデジタルが停止する仕様のため、大当たり時のリーチアクションによっては先にアタッカーが開放されることがある。

8種類の大当たり図柄に有効ラインが5ライン方式なので40通りの大当たりパターンが存在する。他の多くのデジパチ同様に始動チャッカー入賞時に表示される図柄が決定し、大当たり抽選の結果が「当たり」の場合は、決定した図柄がドラム上に揃う。
始動チャッカー入賞時には、大当たり抽選と同時にリーチアクションの抽選も行われている。大当たり抽選の結果に伴い、大当たり時とハズレ時のそれぞれのリーチアクション選択率を参照してリーチの種類が決定される仕組みである。

本機には保留玉の点灯状況によるデジタル回転時間短縮機能が備わっていないので、デジタル消化時間は全体的に長めである。確変中も通常時のデジタル回転時間と変わらないので、リーチアクションが頻発した場合はデジタル変動時間は長くなる。デジタル回転時間短縮機能を搭載している機種と比較すると、時間効率が劣るので得られる初当たり回数も少なくなり、1日あたりの総大当たり回数が控え目な機種であった。

## スペック
- CRフィーバークィーンJX
  - 賞球数 6&15
  - 大当たり最高継続 16R
  - 大当たり確率 1/359
  - 確変中大当たり確率　1/51.2
  - 確変突入率　1/2
  - 確変期間　次回大当たりまで　5回リミッター
- フィーバークィーンJX
  - 賞球数 7&15
  - 大当たり最高継続 16R
  - 大当たり確率 1/241
  - 時短突入率　3/8
  - 時短回数　次回大当たりまで継続

## 図柄
- 赤７
- 青７
- FEVER
- JOKER
- エース
- ジャック
- クィーン
- キング

## 演出
ドラムは左→右→中の順番に停止する。小デジタルの変動時間は5.5秒で、通常時の小当たり確率は1/11だが、確変中であれば10/11までアップする。
電チュー開放も通常時と確変時で異なり、通常時は小当たりに当選すると0.5秒×1回の開放で、確変時は1.5秒×2回の開放となる。
リーチアクションは、ノーマルリーチ以外に2種類のアクションがある。
- ハイロールリーチ

ノーマルリーチが一旦停止した後に超高速で中ドラムが回転し、大当たり図柄1コマ前からコマ送りになる。
- 大地震リーチ

ドラム配列と同じ状態で揃ったまま全回転する。
大地震リーチ発展時のドラム配列は、赤7図柄とFEVER図柄とクィーン図柄とエース図柄の4種類が揃った状態で全回転する。全回転した後はエース図柄から停止し始めて、最大で1周した後の枠下まで移行する。
ノーマルリーチとハイロールリーチは1周目で停止するパターンと2周目で停止するパターンがある。ノーマルリーチには、図柄停止後に再始動する2段階アクションが本機にも搭載されており、この2段階アクションは2周目で発生することがある。大当たり図柄を過ぎた後に1コマ戻る逆回転のアクションは本機では搭載されていない。
ノーマルリーチとハイロールリーチは、1周目で停止するよりも2周目まで発展した方が大当たり信頼度は高くなる。ノーマルリーチのサウンドはフィーバークィーンⅡと同じである。
右ドラムが停止する瞬間に、ピカピカとバックライトが光り始めると「右スベリ」演出が発生する。この右スベリ演出が発生した場合は必ずリーチが掛かる。
通常のリーチより、右スベリを伴うリーチの方が大当たり信頼度は高くなる。確変中にも右スベリは発生し、通常時同様にチャンスアップとなる演出である。
保留が3個以上の時のみ発生する連続でダブルリーチになる予告演出がある。この演出は2回3回とダブルリーチが連続で発生した後に最後の3個目か4個目の保留玉でリーチになれば高確率で大当たりとなる。
連続予告リーチ発生条件
①　保留ランプが3個以上点灯

②　ヘソ入賞時に大当り値を取得

③　①、②の条件を満たしていれば1/3の確率で連続予告発生—『パチンコ攻略マガジン 1997 8.24号』p 16

## コンシューマ移植
- SANKYO FEVER実機シミュレーション Vol.2(プレイステーション用)
  - 『SANKYO FEVER実機シミュレーション Vol.2』(プレイステーション用、ティー・イー・エヌ研究所、1997年12月25日発売、SLPS-01176、JAN-4997940200064)にCRフィーバークィーンJXとフィーバークィーンJXが収録。

## サウンドトラック
- 『SANKYO FEVER SOUNDS ザ・パチンコ・ミュージック・フロム・SANKYO 6』 キングレコード、1998年8月21日。KICA-1214。
  - BGMが収録されている。